# Indicador mecánico
El indicador mecánico es una señal visual que cuando se operaba, sobresalía de la carrocería de un vehículo de motor para indicar su intención de girar en la dirección marcada por el dispositivo. Utilizado entre 1900 y 1950, es anterior a la invención de los intermitentes, que acabaron sustituyéndolo por completo. Solía estar colocado en el pilar de la carrocería situado entre las dos puertas del lado contrario al del conductor. Dotados de una luz interior, los modelos más perfeccionados estaban accionados mediante un electroimán y recuperaban la posición inicial gracias a un muelle.

## Denominación en otros idiomas
En francés se denominaron "flèches de direction" (flechas de dirección) o simplemente "flèches" (flechas), mientras que en los países de habla inglesa, este dispositivo se llamaba "trafficator". En alemán, recibieron el nombre de "Winker" (señalador).

## Historia

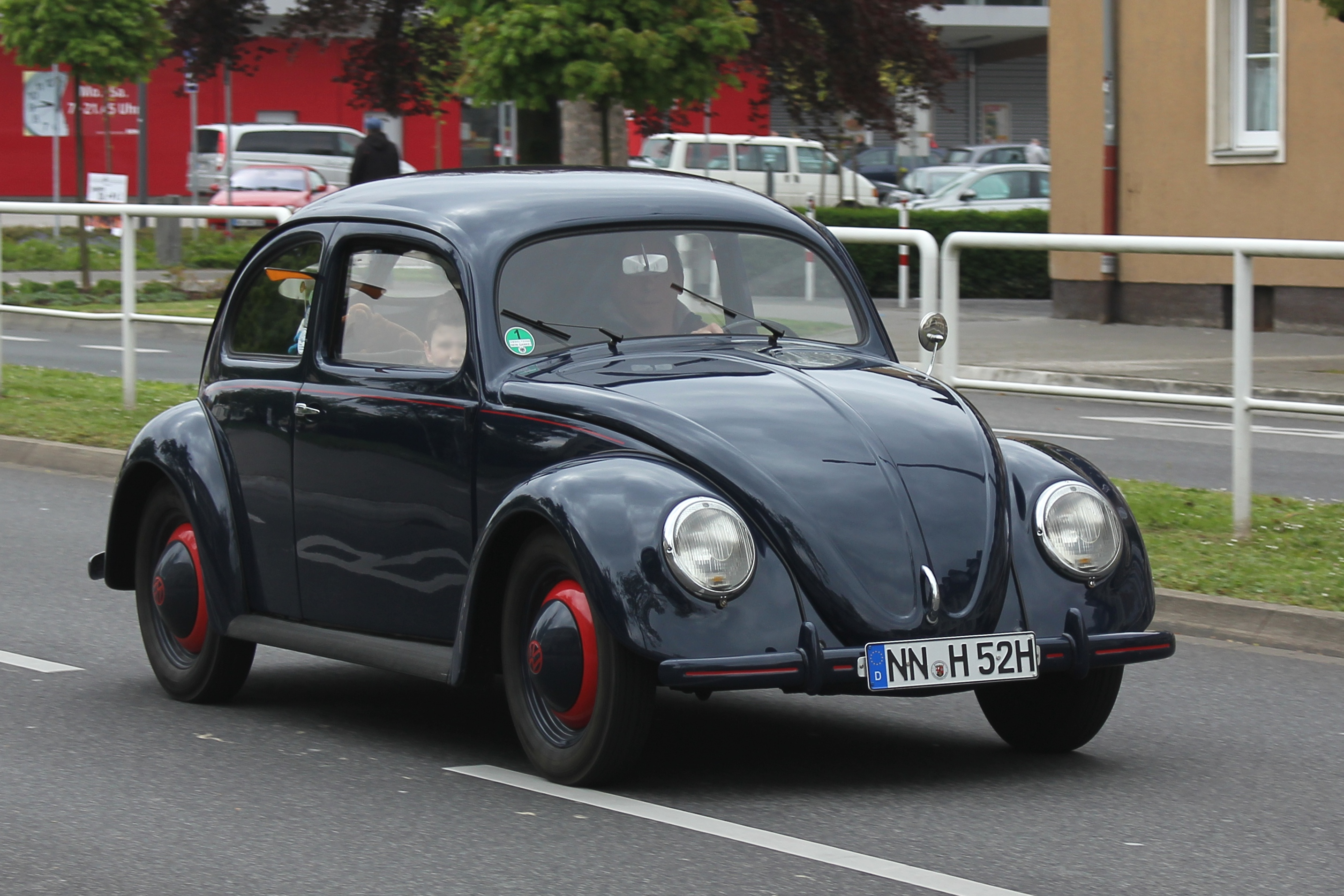
Volkswagen Escarabajo de 1952 con indicador mecánico

Estos dispositivos aparecieron por primera vez en la década de 1900, cuando se accionaban mecánica o neumáticamente. En 1908, Alfredo Barrachini en Roma agregó luces eléctricas dentro de los brazos, que se encendían a medida que se extendían, pero el accionamiento todavía se realizaba mediante un sistema de cable. La operación eléctrica apareció en 1918, cuando la Naillik Motor Signal Company de Boston agregó el accionamiento mediante un motor eléctrico. Este sistema fue mejorado por dos inventores franceses, Gustave Deneef y Maurice Boisson, que utilizaron un solenoide lineal en 1923 para activar la señal. El sistema completo final llegó en 1927, cuando Max Ruhl y Ernst Neuman presentaron en Berlín un dispositivo que combinaba la iluminación interna y la operación de solenoide (véase también Gladstone Adams).
La forma del indicador se basó en la forma del brazo de la señal semafórica utilizada por el Ferrocarril Real de Baviera a partir de 1890. La única diferencia con el brazo del ferrocarril era que se redujo a la mitad su longitud para facilitar su encaje al ras con el exterior del vehículo.
Eran comunes en los vehículos hasta la introducción de los indicadores luminosos ámbar, rojo o blanco intermitente situados en las esquinas de los vehículos (y a menudo, también en los costados). Fueron desapareciendo a partir de la década de 1950, ya que una legislación cada vez más estricta prescribió la necesidad de utilizar el tipo moderno de señales intermitentes. A muchos vehículos históricos (por ejemplo, Volkswagen Tipo 1 anteriores a 1960) que todavía se utilizan en las carreteras actuales se les han complementado o reemplazado los indicadores mecánicos por intermitentes modernos para mejorar la visibilidad y cumplir con los requisitos de las normas de circulación. También es posible equiparlos con luces intermitentes para lograr su actualización.
Los indicadores de cambio de dirección (flechas o luces intermitentes, a elección de los fabricantes) fueron obligados por el código de circulación en la década de 1950. En Francia, Peugeot colocó flechas en sus modelos Peugeot 203 y Peugeot 403 hasta 1960, mientras que Citroën, Renault, Simca y Panhard adoptaron las señales de giro desde principios de la década de 1950. El Volkswagen Tipo 1 también estuvo equipado con ellas hasta 1961.